# Sirma Voyevoda
Sirma Voyevoda, född 1776, död 1864, var en bulgarisk revolutionär. Hon blev en hjältinna i bulgarisk historia för sitt deltagande i gerillarörelsen mot Osmanska rikets överhöghet, då hon från 1791 till 1813 deltog förklädd till som en av dess gerillasoldater.